# Yeshiva College
El Col·legi Yeshiva (en anglès: Yeshiva College) es troba al barri de Washington Heights a la ciutat de Nova York, en l'Alt Manhattan. És la facultat d'arts i de ciències liberals per a homes de la Universitat Yeshiva. El Col·legi Stern per a Dones (en anglès: Stern College for Women) és la contrapart femenina del Col·legi Yeshiva. L'arquitectura de l'edifici reflecteix la cerca d'un estil clarament apropiat per a una acadèmia jueva americana.

## Direcció
Aproximadament 1.100 estudiants, de dues dotzenes de països diferents, inclosos els estudiants registrats a l'Escola de Negocis Sy Syms, assisteixen al Col·legi Yeshiva. El 27 de juliol de 2009, es va anunciar que Barry L. Eichler, anava a succeir a David J. Srolovitz com a degà del Col·legi Yeshiva.

## = Filosofia
Els estudiants del Col·legi Yeshiva segueixen un programa educatiu dual que combina les arts i les ciències liberals, i els estudis pre-professionals amb l'estudi de la Torà i l'herència jueva, reflectint la filosofia educativa coneguda com a Torà Umadá, que es tradueix vagament com "La Torà i el coneixement secular" (la interacció entre el judaisme i la cultura secular).

## Història
Igual que molts col·legis i universitats nord-americanes, el Col·legi Yeshiva va ser fundat com un seminari rabínic religiós. El Seminari Teològic Rabí Isaac Elchanan (RIETS, per les seves sigles en anglès) va ser establert en 1896 com la primera ieixivà per dur a terme estudis talmúdics avançats als Estats Units d'Amèrica. El seu primer president, el Dr. Bernard Revel, va imaginar una institució en la qual els estudiants de la ieixivà podian "combinar harmoniosament el millor de la cultura moderna amb l'aprenentatge i l'esperit de la Torà". Mitjançant els esforços del Dr. Revel, el Col·legi Yeshiva va ser fundat el 1928, amb 31 estudiants. La creació del col·legi va coincidir amb el trasllat del Seminari Teològic Rabí Isaac Elchanan (RIETS), a l'acabat de construir campus de Washington Heights.
Des dels seus inicis, el Col·legi Yeshiva ha estat capacitant a líders jueus seculars i religiosos. El creixement de l'alumnat al llarg dels anys, va exigir la construcció de les residències universitàries Rubin i Morgenstern, que van complementar la residència universitària Muss original, i que posteriorment va ser reformada. El creixement dels programes acadèmics també va requerir la creació de la biblioteca Mendel Gottesman, per albergar les seves col·leccions manuscrits i llibres rars. Les col·leccions de la biblioteca Pollack tracten sobre els estudis seculars. També va tenir lloc la construcció dels salons Furst i Belfer, per tenir un espai addicional d'aula, administració, i laboratori.
El Col·legi Yeshiva actualment té una matrícula de més de 1.000 alumnes de pregrau i 300 estudiants addicionals, que aprenen en les principals yeshivas d'Israel. Els estudiants provenen de la diàspora jueva mundial, incloent a estudiants d'Amèrica del Nord, Sud-amèrica, Europa, Israel, i Austràlia. A aquest divers cos estudiantil, el Col·legi Yeshiva ofereix un variat programa d'estudis de judaics i d'arts combinats amb serveis intensius de suport per satisfer les seves necessitats educatives, socials i religioses.
El programa d'honors de Jay i Jeanie Schottenstein (1999) està dissenyat per als estudiants excepcionalment dotats que busquen experiències intel·lectualment rigoroses, tutoria individualitzada, emocionants oportunitats de recerca i desenvolupament de les seves habilitats de lideratge. També ofereixen viatges d'estiu a països com Japó, Itàlia i Espanya. La participació en el programa està oberta als estudiants adequadament preparats, i augmenta les oportunitats acadèmiques de la universitat per a tots aquells estudiants altament motivats del Col·legi Yeshiva. Durant els últims sis anys, gràcies a la generositat del Sr. Ronald P. Stanton, la universitat ha experimentat un creixement del 30 % per cent en la seva facultat de ciències, humanitats i ciències socials.
En reconeixement dels més de 20 anys de suport sostingut per part de la família Wilf, per les seves moltes contribucions al Col·legi Yeshiva, especialment a l'àrea de les beques basades en la necessitat i en el mèrit, el campus del barri de Washington Heights, va ser nomenat en el seu honor (2002). Més recentment, la finalització del centre Glueck per als estudis jueus (2009), en el cor del campus Wilf, reafirma la centralitat que tenen els estudis de la Torà, en la visió acadèmica del col·legi.

## Assignatures
Les assignatures que s'imparteixen en el col·legi inclouen:
- Finances
- Gestió
- Enginyeria
- Estudis americans
- Arquitectura
- Art
- Biologia
- Negocis
- Química
- Llengües clàssiques
- Informàtica
- Economia
- Inglés
- Literatura i escriptura
- Hebreu
- Història
- Estudis jueus
- Matemàtiques
- Música
- Filosofia
- Física
- Ciències polítiques
- Psicologia
- Salut pública
- Sociologia
- Castellà
- Discurs i drama

El Col·legi Yeshiva també realitza programes d'administració d'empreses, odontologia, enginyeria, educació jueva, estudis jueus, dret, teràpia ocupacional, optometria, medicina, pediatria i treball social. El Programa Daniel Abraham Israel permet als estudiants que volen passar un any a Israel, realitzar cursos en un centre educatiu israelià.

## Vida estudiantil
Els esports inclouen bàsquet, tennis, esgrima, golf, futbol, voleibol, lluita lliure, i beisbol. Altres activitats estudiantils inclouen editar el periòdic del col·legi i gestionar l'estació de radi WYUR.

## Govern estudiantil
El govern estudiantil inclou l'associació d'estudiants del Col·legi Yeshiva (en anglès: Yeshiva College Students Association) (YCSA), la unió d'estudiants de la ieixivà (en anglès: Yeshiva Students Union) (YSU), l'organització estudiantil dels programes d'estudis de la ieixivà i el judaisme, i l'associació d'estudiants de l'Escola de Negocis Sy Syms.

## Dormitoris i residències d'estudiants
Actualment, aproximadament el 90 % de la població estudiantil viu al campus. El Campus Wilf inclou tres edificis principals de dormitoris: les residències Morgenstern, Muss i Rubin. Molts estudiants viuen en els habitatges independents dels voltants, que són administrades per la universitat, o en altres edificis propers.

## Ubicació
El campus està situat a l'àrea de l'avinguda Amsterdam i prop del carrer West 185th (l'oficina central de la universitat està situada en el número 500 del carrer 185th).
Els edificis situats al campus són els següents:
- Saló David H. Zysman.
- Saló Sol i Hilda Furst.
- Saló Belfer.
- Centre Schottenstein.
- Biblioteca Mendel Gottesman.
- Centre Esportiu i Piscina Max Stern i Benjamin Gottesman.
- Residències Ruth i Hyman Muss, Morris i Celia Morgenstern, Joseph i Daura Strenger, Leah i Joseph Rubin.
- Centre d'Estudis Jueus Jacob i Dreizel Glueck.